# Peinha
A Peinha é uma comunidade paulista situada nas proximidades da Ponte João Dias, na margem oeste do Rio Pinheiros, perto do transporte coletivo de massa, a cerca 500 metros da Estação Giovanni Gronchi do metrô e do Terminal João Dias. A Peinha tem cerca de 450 domicílios em uma área de aproximadamente 2 hectares. Os primeiros registros de ocupação do território datam de 1966.

## Características
Assentada num morro do Jardim Santo Antônio, ao lado da Ponte João Dias, a Comunidade Peinha abriga cerca de 4.000 moradores. Faz parte do distrito de Vila Andrade, formado por áreas de alta densidade populacional e onde 49,2% dos domicílios se encontram em favelas. A região está classificada como sendo de uma vulnerabilidade social muito alta, apenas 37,9% das crianças de 4 a 6 anos estão matriculadas na educação infantil.
O território da comunidade Peinha apresenta uma ocupação densa, com casas com média de um a três pavimentos, próximas umas das outras, acomodadas em um terreno com grande declive. O interior da comunidade é formado por vielas inclinadas e escadarias, com acesso exclusivamente a pé e majoritariamente residencial, com a presença de um único espaço público e de convivência comunitária. Já o entorno é rodeado por avenidas, onde ficam dispostas as construções de uso misto: residenciais e comerciais.
Um dos poucos equipamentos públicos na Peinha é o Centro para Crianças e Adolescentes Peinha (CCA Peinha) - programa que integra a rede socioassistencial municipal oferecendo atividades no contraturno escolar. O CCA Peinha é gerido pela organização sem fins lucrativos Monte Azul.

## Caminhabilidade
A principal via de acesso é a rua Itapaiúna, que possui calçadas estreitas ou até inexistentes em certos pontos, com inúmeros problemas de caminhabilidade. Atualmente, a rua funciona informalmente como uma rua compartilhada, onde pedestres e bicicletas usam juntamente com os carros e ônibus. É nessa rua que acontecem os principais eventos comunitários e, ao longo de sua extensão, é onde se encontra o maior espaço público e ponto de encontro do território, que possui alguns espaços de lazer e equipamentos espalhados.
A comunidade se encontra muito próxima geograficamente ao Parque Linear Bruno Covas Novo Rio Pinheiros, cerca de 200 metros de distância das margens do Rio. O acesso mais próximo, pela Ponte Laguna, pode ser feito por ônibus, em um tempo de 20 a 30 minutos, mas é necessário caminhar mais de 800 m antes do embarque ou após o desembarque. O acesso por bicicleta é feito por um trajeto de 1,7 km com infraestrutura cicloviária, enquanto o acesso a pé, por um trajeto de 3,5 km, levando cerca de 45 minutos de caminhada.